# 이기 팝
이기 팝(영어: Iggy Pop, 1947년 4월 21일 ~ )을 예명으로 사용하는 제임스 뉴웰 오스터버그 주니어(영어: James Newell Osterberg, Jr)는 미국의 록 가수이다. 펑크의 대부(Godfather of Punk)로 불리며, 최초의 펑크 그룹 스투지스에서 보컬과 기타를 맡았었던 사람이다.
이기 팝은 디트로이트 출신으로 고등학교 스쿨밴드 이구아나의 드러머로 활동을 시작했다. 이후 블루스 스타일을 지향하는 프라임 무버스에서 연주 활동을 시작한 이후 최초의 펑크 그룹 스투지스를 결성해 보컬리스트이자 기타리스트로 두각을 나타내었다. 이후 이기 팝은 밴드 해체 후 솔로로 전향해 자신이 추구하던 열정적인 펑크의 정신과 메인스트림을 조화시켜 1977년 데이비드 보위의 프로듀스로 《The Idiot》, 《Lust for Life》를 발표한다. 《The Idiot》에서는 〈Nightclubbing〉, 〈China Girl〉이 인기를 얻어 그를 더 이상 스투지스의 기타리스트가 아닌 신디 펑크 대열의 일원으로 자리매김하게 만들었다.

## 생애
이기 팝은 1947년 미시간에서 태어났다. 솔로 활동을 통해 보여준 넘치는 야성미와는 달리 이기 팝은 책벌레에 수줍은 모범생이었다. 고교시절 방과 후 이구아나라는 밴드에서 드럼을 연주하면서 록 뮤지션으로 행로를 정하게 되었는데, 이기란 그의 닉네임은 그 시절 조용히 드럼을 치던 모습과 밴드 이름을 축약해서 지은 것이다.
이기 팝은 시카고에서 도어스의 공연을 보고 자극을 받아 1967년 그룹 스투지스를 결성한다. 스투지스는 7년 동안 단 3장의 앨범을 발표하였는데, 판매고는 별로였지만 후에 그들의 고전으로 평가받게 되는 〈No Fun〉, 〈I Wanna Be Your Dog〉 같은 곡들을 발표했다. 하지만 이기의 헤로인 중독 문제로 그룹은 오래가지 못한다. 스투지스의 팬이었던 데이비드 보위는 이기의 회복을 도와주고 1972년 여름 런던에서 이기의 앨범 《Raw Power》가 발표될수 있도록 도와준다. 이 앨범은 《Iggy And The Stooges》라는 이름으로 발표되었다. 이기는 영국에서 적당한 뮤지션들을 찾지 못하자 미국에서 동료 뮤지션들을 불러오는데 윌리엄슨은 기타를, 스콧 서스톤이 베이스를, 그리고 애시튼 형제가 기타와 드럼을 맡게 된다. 《Raw Power》는 허무주의를 대표하는 곡인 〈Search And Destroy〉가 수록되어 있다.
이기는 후에 펑크에 심취하기 시작하여 1974년 《The ldiot》, 《Lust for life》 앨범을 발표하게 된다. 이후에도 몇장의 앨범들을 발표하다가 이기는 잠시 팝계의 뒷면으로 사라지게 된다. 1978년에는 《TV Eye Live》라는 더블앨범을 발표하였으며, 예전 스투지스의 기타리스트인 제임스 윌리암슨과 《New Values》(1979)를 발표했다. 1982년 〈Zombie Birdhouse》를 발표한 이후 음악계에서 잠시 사라졌던 이기는 약물문제를 완전히 해결하고 결혼도 했다.
1986년 데이비드 보위가 프로듀스한 《Blah Blah Blah》로 이기는 다시 음악계로 복귀하는데 호주 출신의 1950년대 록커인 Johnny O'keeper 의 커버곡인 〈Real Wild Child〉는 처음으로 영국차트에 오르기도 한다. 1990년대에 들어서 〈Cry-Baby〉, 〈HardwareCoffee and Cigarettes III〉, 〈The History of Rock 'N' Roll Vol. 9〉, 〈Dead Man〉 등의 영화에 출연하고 2001년에는 자신이 프로듀스한 앨범 《Beat 'Em Up》를 발표하였다. 이후에도 《커피와 담배》(2006), 《플릭커》(2008), 《뱀파이어 로큰롤》(2009) 등에 조연으로 출연하였으며 《Kill City》, 《Nude and Rude The Best Of Iggy Pop》, 《Naughty LIttle Doggie》, 《Idiot》, 《Lust For Life》 등 다수의 음반을 발매하였다. 2012년 5월에는 앨범 《Apres》를 발표했다.

## 출연 작품
- 2014년 수퍼두퍼 앨리스 쿠퍼 (다큐멘터리)
- 2014년 워크 투 유
- 2016년 블러드 오렌지 - 빌 역
- 2019년 데드 돈 다이 - 남자 커피 좀비 역